# Tylogonus
Genre
Synonymes
- Phintodes Strand, 1934

Tylogonus est un genre d'araignées aranéomorphes de la famille des Salticidae.

## Distribution
Les espèces de ce genre se rencontrent en Amérique du Sud et au Panama.

## Liste des espèces
Selon World Spider Catalog (version 18.0, 25/05/2017) :
- Tylogonus auricapillus Simon, 1902
- Tylogonus chiriqui Galiano, 1994
- Tylogonus miles Simon, 1903
- Tylogonus parabolicus Galiano, 1985
- Tylogonus parvus Zhang & Maddison, 2012
- Tylogonus pichincha Galiano, 1985
- Tylogonus prasinus Simon, 1902
- Tylogonus putumayo Galiano, 1985
- Tylogonus vachoni Galiano, 1960
- Tylogonus viridimicans (Simon, 1901)
- Tylogonus yanayacu Zhang & Maddison, 2012

## Publication originale
- Simon, 1902 : Description d'arachnides nouveaux de la famille des Salticidae (Attidae) (suite). Annales de la Société Entomologique de Belgique, vol. 46, p. 24-56 & 363-406 (texte intégral).